# Country Club (Floride)
Country Club est une census-designated place du comté de Miami-Dade, dans l'État de Floride, aux États-Unis,. En 2020, elle compte une population de 49 967 habitants.